# Gare d'Eeklo
La gare d'Eeklo (en néerlandais : station Eeklo) est une gare ferroviaire belge des lignes 58, de Gand à Bruges via Eeklo et 55A d'Eeklo à Zelzate (fermée), située à proximité du centre de la ville d'Eeklo, dans la province de Flandre-Orientale en Région flamande.
Elle est mise en service en 1861 par la Compagnie du chemin de fer de Gand à Eecloo. C'est une gare de la Société nationale des chemins de fer belges (SNCB) desservie par des trains Suburbains (S) de la ligne S51 du réseau S Gantois, dont elle constitue le terminus.

## Situation ferroviaire
Établie à 8 mètres d'altitude, la gare d'Eeklo est située au point kilométrique (PK) 22,998 de la ligne 58, de Gand à Eeklo, entre la gare ouverte de Waarschoot et le point d'arrêt de Boelare. La ligne au-delà d'Eeklo n'est plus parcourue par des trains de la SNCB. La gare d'Eeklo constituait également le PK final (22,3) de la ligne 55A d'Eeklo à Zelzate, fermée et démontée.

## Histoire

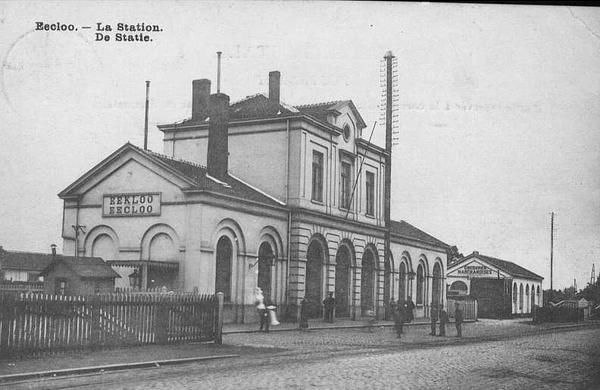
Ancien bâtiment de la gare.

La station d'Eecloo est mise en service par la Compagnie du chemin de fer de Gand à Eecloo, lorsqu'elle ouvre à l'exploitation son chemin de fer de Gand à Eecloo le 25 juin 1861. La ligne est prolongée vers Bruges entre le 25 juin 1862 (section Eeklo - Maldegem) et le 22 juin 1863 (parcourable sur toute sa longueur). Cette section est la propriété de la La Compagnie du chemin de fer d'Eeclo à Bruges mais l'exploitation sera assurée à partir de 1867 par la compagnie du Gand - Eecloo jusqu'à sa reprise par l’État belge en 1897 suivie par un rachat des actions de la compagnie en 1904. Cette compagnie aurait un temps fait partie de la Société générale d'exploitation de chemins de fer avant de reprendre son indépendance dans les années 1870. Les Chemins de fer de l'État belge puis la SNCB exploiteront cette ligne qui sera désignée ligne 58.
Eeklo devient une gare de bifurcation le 14 avril 1871 lorsque la section d'Eeklo à Assenede de concession ferroviaire de la Compagnie du chemin de fer d'Eecloo à Anvers est réalisée. Les travaux ont été entrepris par la Société générale d'exploitation sous l'égide des Compagnie des chemins de fer des bassins houillers du Hainaut, cette section n'est pas concernée par le rachat par l’État belge en 1870 et, après la faillite des bassins houillers en 1877, elle est confiée au "service provisoire d'exploitation des chemins de fer dans les Flandres jusqu'à son rachat par l’État en 1880. N'ayant jamais atteint Anvers (rive gauche), cette ligne est rebaptisée 55A, d'Eeklo à Zelzate et 77 entre Zelzate et Saint-Gilles-Waes.
Le bâtiment néoclassique de la gare d'Eeklo, construit par la Compagnie de Gand à Eecloo était semblable à celui de celui de la gare de Gand (Eecloo), il ressemblait en partie à celui qui existe toujours en gare de Maldegem, mais était plus richement décoré et doté d'une toiture à croupes.
Le bâtiment actuel a été réalisé par Jacques Devincke et inauguré en 1980. Il s'agit d'une structure cubique en béton avec remplissage en brique claire et larges fenêtres surmontées de PVC marron avec persiennes décoratives sur les pilastres. Il présente quelques similarités avec celui de la gare de Zottegem, du même architecte.
Sur la ligne 55A, le trafic des voyageurs est suspendu en 1950 et celui des marchandises au départ d'Eeklo est supprimé après 1965.
Plusieurs arrêts de la ligne 58 ferment en 1957 et le 26 février 1959 la ligne ferme aux voyageurs entre Eeklo et Bruges. Une desserte marchandises persiste au départ de Gand et Eeklo mais la section menant à Bruges ferme par sections, finissant le 16 juillet 1988, Eeklo devenant alors le terminus de la ligne 58 ; les dessertes marchandises commerciales prennent fin à Eeklo en 1992 mais le trafic des voyageurs se maintient.

L'association Stoomtrein Maldegem-Eeklo (nl) verra le jour en 1990 afin d'exploiter la section de Maldegem à Eeklo avec du matériel historique. La connexion au réseau SNCB en gare d'Eeklo a été réaménagée en 2019.

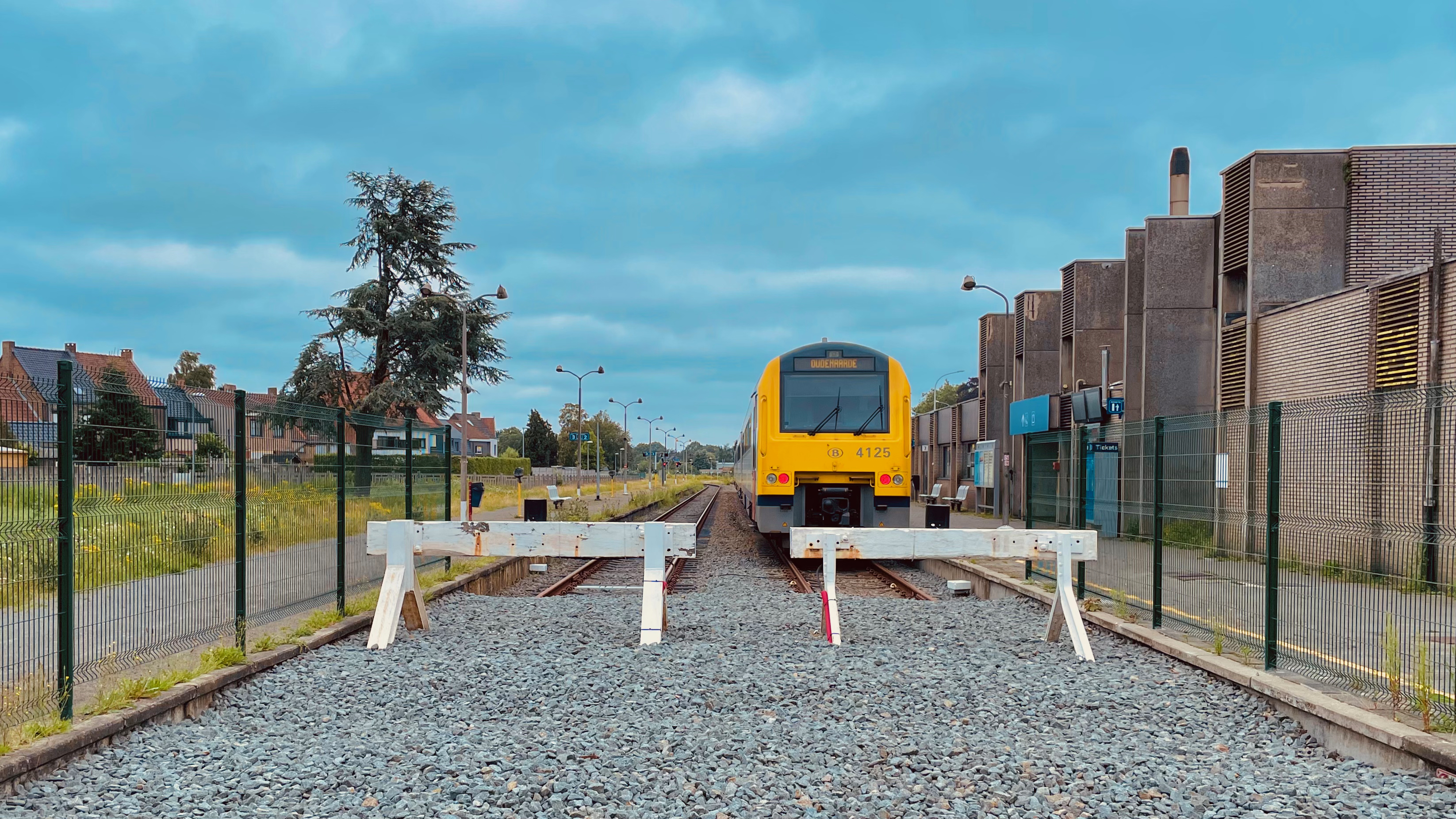
Heurtoir des deux voies exploitées par la SNCB.
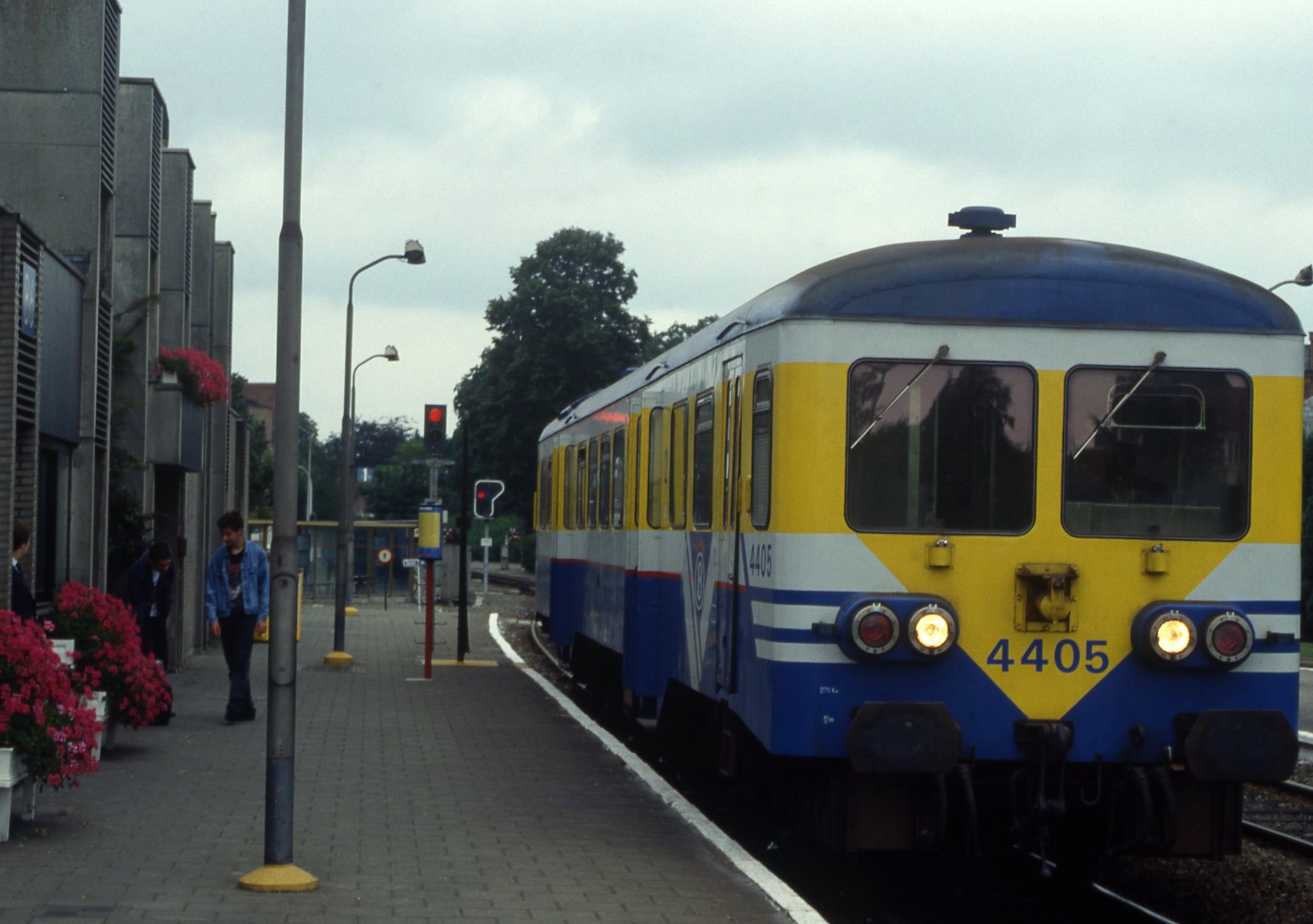
Desserte en 1992 (SNCB).
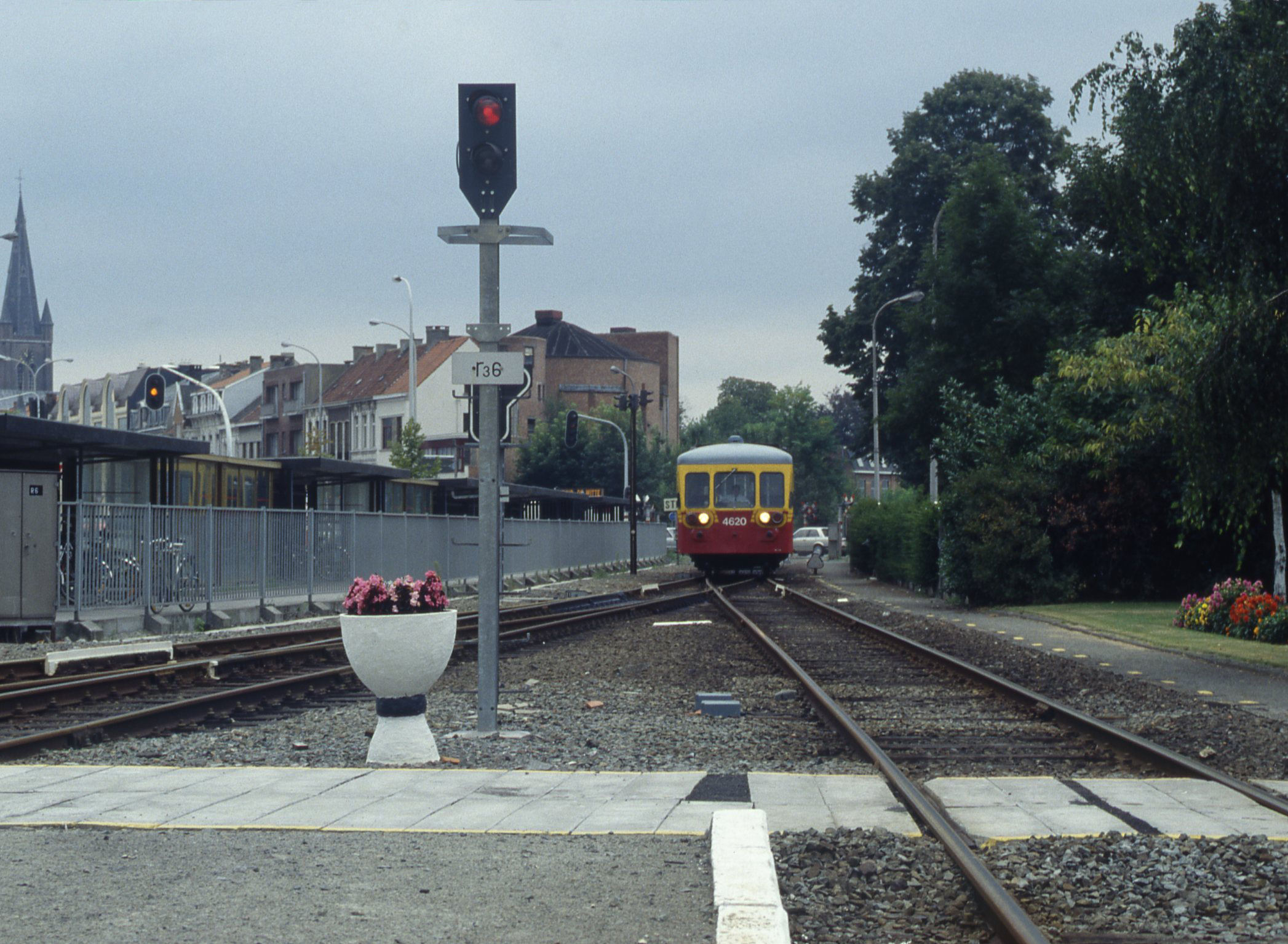
Train touristique venant de Maldegem (1992).

## Service des voyageurs

### Accueil
Gare SNCB, elle dispose d'un bâtiment voyageurs, avec guichet, ouvert tous les jours. Des aménagements, équipements et services sont à la disposition des personnes à la mobilité réduite.

### Desserte
Eeklo est desservie par des trains Suburbains (S) de la SNCB, qui effectuent des missions sur la ligne 58 (Gand - Eeklo) (voir brochure SNCB).
En semaine, la gare est desservie, toutes les heures, par des trains S51 reliant Eeklo à Renaix via Gand et Audenarde, renforcés par des trains S51 d’heure de pointe reliant Eeklo à Gand-Saint-Pierre (une paire dans le matin, une autre l’après-midi).
Les week-ends et jours fériés, la desserte est composée de trains S51, toutes les heures, entre Eeklo et Renaix.

### Intermodalité
Un parc pour les vélos y est aménagé. Le stationnement des véhicules est possible à proximité.

## Comptage voyageurs
Ce graphique et tableau montre le nombre de voyageurs embarquant en moyenne durant la semaine, le samedi et le dimanche.
| Nombre de passagers qui embarquent à la gare d`Eeklo | Nombre de passagers qui embarquent à la gare d`Eeklo | Nombre de passagers qui embarquent à la gare d`Eeklo | Nombre de passagers qui embarquent à la gare d`Eeklo |
|                                                      | Semaine                                              | Samedi                                               | Dimanche                                             |
| ---------------------------------------------------- | ---------------------------------------------------- | ---------------------------------------------------- | ---------------------------------------------------- |
| 1977                                                 | 604                                                  | -                                                    | -                                                    |
| 1978                                                 | 597                                                  | -                                                    | -                                                    |
| 1979                                                 | 642                                                  | -                                                    | -                                                    |
| 1980                                                 | 652                                                  | -                                                    | -                                                    |
| 1981                                                 | 810                                                  | 107                                                  | 143                                                  |
| 1982                                                 | 906                                                  | 127                                                  | 165                                                  |
| 1983                                                 | 756                                                  | 140                                                  | 180                                                  |
| 1984                                                 | 764                                                  | 205                                                  | 232                                                  |
| 1985                                                 | 834                                                  | 224                                                  | 280                                                  |
| 1986                                                 | 847                                                  | 221                                                  | 256                                                  |
| 1987                                                 | 825                                                  | 234                                                  | 258                                                  |
| 1988                                                 | 766                                                  | 234                                                  | 234                                                  |
| 1989                                                 | 793                                                  | 299                                                  | 410                                                  |
| 1990                                                 | 771                                                  | 234                                                  | 337                                                  |
| 1991                                                 | 825                                                  | 240                                                  | 337                                                  |
| 1992                                                 | 659                                                  | 270                                                  | 326                                                  |
| 1993                                                 | 654                                                  | 276                                                  | 343                                                  |
| 1994                                                 | 723                                                  | 194                                                  | 195                                                  |
| 1995                                                 | 690                                                  | 170                                                  | 135                                                  |
| 1996                                                 | 823                                                  | 186                                                  | 209                                                  |
| 1997                                                 | 732                                                  | 191                                                  | 196                                                  |
| 1998                                                 | 1 006                                                | 240                                                  | 216                                                  |
| 1999                                                 | 663                                                  | 140                                                  | 198                                                  |
| 2000                                                 | 844                                                  | 192                                                  | 196                                                  |
| 2001                                                 | 757                                                  | 142                                                  | 137                                                  |
| 2002                                                 | 685                                                  | 118                                                  | 174                                                  |
| 2003                                                 | 723                                                  | 180                                                  | 144                                                  |
| 2004                                                 | 712                                                  | 176                                                  | 128                                                  |
| 2005                                                 | 778                                                  | 174                                                  | 178                                                  |
| 2006                                                 | 776                                                  | 206                                                  | 240                                                  |
| 2007                                                 | 753                                                  | 78                                                   | 80                                                   |
| 2008                                                 | -                                                    | -                                                    | -                                                    |
| 2009                                                 | 831                                                  | 199                                                  | 205                                                  |
| 2010                                                 | -                                                    | -                                                    | -                                                    |
| 2011                                                 | -                                                    | -                                                    | -                                                    |
| 2012                                                 | 870                                                  | 238                                                  | 263                                                  |
| 2013                                                 | 814                                                  | 175                                                  | 200                                                  |
| 2014                                                 | 944                                                  | 208                                                  | 249                                                  |
| 2015                                                 | 834                                                  | 140                                                  | 116                                                  |
| 2016                                                 | 932                                                  | 205                                                  | 225                                                  |
| 2017                                                 | 998                                                  | 183                                                  | 194                                                  |
| 2018                                                 | 892                                                  | 307                                                  | 259                                                  |
| 2019                                                 | 820                                                  | 326                                                  | 211                                                  |
| 2020                                                 | 643                                                  | 291                                                  | 185                                                  |
| 2021                                                 | -                                                    | -                                                    | -                                                    |
| 2022                                                 | 1 158                                                | 346                                                  | 235                                                  |
| 2023                                                 | 881                                                  | 378                                                  | 398                                                  |
| 2024                                                 | 922                                                  | 370                                                  | 285                                                  |